# Cadillac Sixteen
Cadillac Sixteen — концепт-кар, разработанный и представленный компанией Cadillac в 2003 году.
Автомобиль оснащён алюминиевым 32-клапанным двигателем V16 объёмом 13,6 л (13,584 см3), основанным на GM Generation IV LS. Коробка передач — четырёхступенчатая автоматическая, с электронным управлением. Привод — задний. Двигатель оснащён топливосберегающей технологией активного управления топливом «Displacement on Demand», которая могла отключить двенадцать или восемь цилиндров, когда полная мощность не требовалась. Предполагаемый расход топлива — 16,65 миль на галлон в нормальных условиях. Заявленная мощность двигателя составляла 746 кВт (1000 л. с.), а заявленный крутящий момент — 1356 Н⋅м без использования наддува. Масса автомобиля составляет около 2270 кг.
Cadillac Sixteen являлся отсылкой к Cadillac V-16 производства 1930-х годов. Дизайн представлял собой сочетание темы «Art and Science» и элементов Cadillac Eldorado шестого поколения. Дополнительные оригинальные элементы были созданы в рамках внутреннего конкурса дизайна под руководством вице-президента GM Боба Лутца. Логотип Cadillac на рулевом колесе вырезан из цельного хрусталя. На приборной панели находятся часы Bulgari.

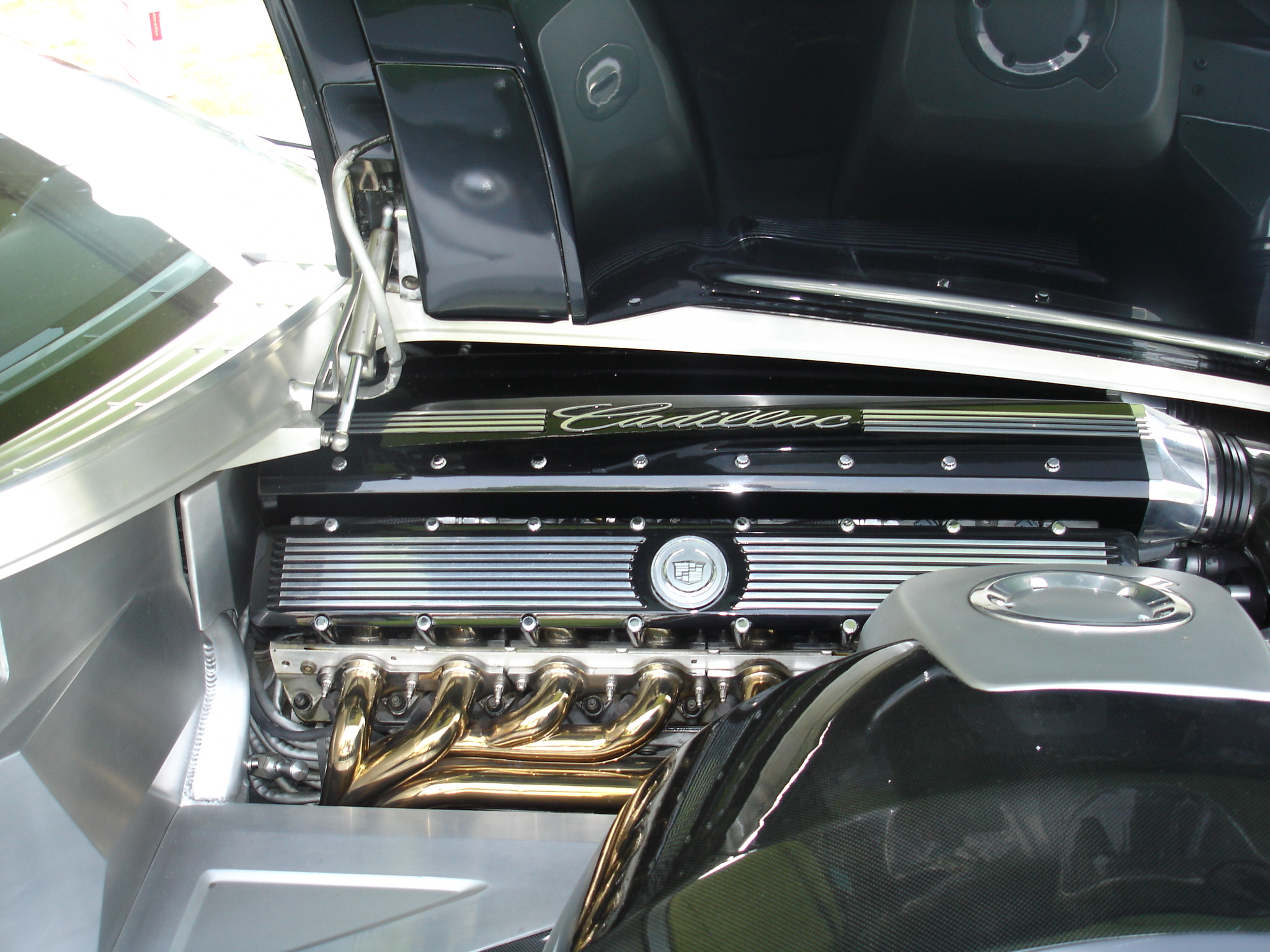
Двигатель V16

Несмотря на то, что Sixteen остался концептом, язык его дизайна был реализован в последующих моделях Cadillac, в частности, в Cadillac CTS второго поколения. С момента презентации Cadillac Sixteen появлялись слухи о возможном ограниченном производстве эксклюзивной модели Cadillac, похожей на Sixteen. В 2005 году планировалось начать выпуск уменьшенной версии автомобиля, получившая название ULS (Ultra Luxury Sedan) или XLS, с двигателем V8 или V12 (опционально), последнюю версию планировали назвать Cadillac Twelve, однако проект был отменён в пользу Cadillac XTS.
С момента презентации Cadillac Sixteen появились слухи, домыслы и большие надежды автомобильных журналистов и поклонников о возможном ограниченном производстве эксклюзивной модели Cadillac, такой как Sixteen, которая станет «окончательным флагманом» (англ. ultimate flagship) бренда и займёт место на вершине предстоящего флагманского автомобиля (Cadillac Ciel). Эксклюзивная флагманская модель Cadillac Celestiq (ультрароскошный четырёхдверный электромобиль-седан высшего класса), происходящая от родословной концепта Sixteen, была окончательно подтверждена в марте 2020 года, а производство началось в 2024 году.

## В средствах массовой информации
В 2003 году в 10-м эпизоде 2 сезона программы Top Gear ведущий Джеймс Мэй сделал обзор на Cadillac Sixteen. Он описал Sixteen как «именно то, чем должен быть Cadillac» (англ. exactly what a Cadillac should be) и сказал, что он должен быть запущен в производство.
В фильме 2006 года «Клик: С пультом по жизни» (англ. Click) Адама Сэндлера можно увидеть за рулём Cadillac Sixteen в 2017 году.
В фильме 2011 года «Живая сталь» (англ. Real Steel) Джеймса Ребхорна и Хоуп Дэвис можно увидеть уезжающими на Cadillac Sixteen.